# Les Petits Cailloux
Pour plus de détails, voir Fiche technique et Distribution.
Les Petits Cailloux est un court métrage d'animation français réalisé par Chloé Mazlo, sorti en 2014, et a obtenu le César du meilleur court-métrage d'animation en 2015.

## Synopsis
Chloé est une jeune femme qui se laisse porter joyeusement par les choses de la vie. Mais une souffrance physique viscérale la fait ployer peu à peu, perturbant sa vie quotidienne insouciante. Elle se retrouve contrainte à porter le poids de son mal insondable. D'où vient ce mal mystérieux ? Parviendra t-elle à s’en défaire ?

## Fiche technique
- Réalisation : Chloé Mazlo
- Production: Jean-Christophe Soulageon
- Sociétés de Production: Les Films Sauvages en coproduction avec France Télévision avec le soutien du Centre National du Cinéma et de l'Image Animée et de la Procirep- Angoa/Agicoa.
- Directeur photographie : Anthony Peskine
- Assistante réalisation et animation : Bérengère Henin
- Financement : France 2 et le CNC[2]
- Musique : Florian Billon
- Montage : Olivier Blaecke
- Durée : 15 minutes

## Distribution
- Chloé Mazlo : Chloé
- Hermès Mazlo : Le taureau / La mère
- Sébastien Charlot : L'Indien
- Lucie Borleteau : La fée
- Franc Bruneau : Le jardinier
- Karl Mazlo : Le père / Le diable
- Nicolas Pariser : Le médecin
- Anthony Peskine : La Mort
- Liem Trinh : Le gastro-entérologue

## Distinctions

### Récompenses
- 2015 : 40e cérémonie des César: César du meilleur court métrage d'animation
- 2014 : Festival du court-métrage de Fontainebleau : Prix de la créativité

### Nominations
- 2015: Tricky Women International Animation Filmfestival (Vienne, Autriche)
- 2015: Doc en courts (Lyon)
- 2015: Des Courts en Hiver (Porto-Vecchio)
- 2014: Festival Scrittura e Immagine (Italie)
- 2014: 8e édition des Rencontres Internationales Sciences et Cinémas (RISC) (Marseille)
- 2014: Festival du film franco-arabe de Noisy Le Sec
- 2014: Festival du Film court de l'Isle-Adam
- 2014: 23e Festival International Séquence court-métrage ( Toulouse)
- 2014: Baghdad international film festival (BIFF) (Irak)
- 2014: International Film Festival of Fine Arts in Szolnok (Hongrie)
- 2014: Lucania Film Festival (Italie)
- 2014: 21st Women Make Waves Film Festival (Taipei, Taïwan)
- 2014: X International Short & Animation Film Festival Open Cinema, catégorie expérimentale (St Petersbourg, Russie)
- 2014: 37e Festival du film court en plein air de Grenoble
- 2014: Sardinia film festival  (Italie)
- 2014: Festival des Nouveaux Cinémas (Paris)
- 2014: Tokyo Short Shorts, programme UNIFRANCE (Tokyo, Osaka)
- 2014: Festival Pêcheurs d'Images de Lunel – Semaines du cinéma méditerranéen